# Lusius gracilis
Lusius gracilis là một loài tò vò trong họ Ichneumonidae.